# Dadabacteria
Dadabacteria es un grupo candidato de bacterias recientemente propuesto, previamente conocido como CSP1-2. Estas bacterias se han identificado a través de análisis metagenómicos de muestras obtenidas del medio ambiente. El genoma codifica la glucólisis, un ciclo de Krebs completo y una cadena de transporte de electrones para la fosforilación oxidativa que incluye un citocromo c oxidasa. Puesto que estas bacterias se han obtenido en aguas subterráneas que contienen una cierta cantidad de oxígeno, un metabolismo aeróbico funcional puede estar presente. El genoma de Dadabacteria también codifica una nitrato reductasa para la formación de amonio, por lo que es probable que el nitrato sea el aceptor de electrones en condiciones anaeróbicas.
Filogenéticamente forma parte de las proteobacterias estando cercano a las deltaproteobacterias.